# Martin Knoll (Architekt)
Martin Knoll (* 4. August 1888 in Morzg; † 14. Juli 1937 in Salzburg) war ein österreichischer Architekt.

## Ausbildung
Er besuchte 1900 bis 1904 die k. k. Staatsrealschule Salzburg und 1904 bis 1908 die Höhere Gewerbeschule in Wien. Im Wintersemester 1913/14 war er Hörer u. a. bei Theodor Fischer an der Königlich Bayerischen Technischen Hochschule in München. 1914 legte er die Baumeister-Befähigungsprüfung ab. Zwischen 1914 und 1918 leistete er Kriegseinsatz in Südtirol (Frontabschnitt Sextener Dolomiten) ab. 1918 erhielt er einen Fronturlaub, um seine Hochschulstudien fortzusetzen. Er besuchte dabei die Spezialschule für Architektur bei Leopold Bauer und die k.k. Akademie der Bildenden Künste in Wien. 1925 erhielt er die Zivilarchitektenbefugnis.

## Werke
Bereits früh entwarf er im Baubüro seines Vaters (Morzger Straße 84 und 84a) Pläne für Bauten in Morzg. Nach dem Kriegsdienst war er nach 1918 als selbständiger Architekt in Salzburg tätig und plante Villen und Kleinwohnhäuser in den Salzburger Vorstädten. Es kam zur Zusammenarbeit und Freundschaft mit dem Salzburger Architekten Paul Geppert der Ältere (1912 bis 1922), Wunibald Deininger (1922 bis 1932) und mit Gustav Flesch-Brunningen. Sein Frühwerk war bestimmt durch den Heimatstil, angereichert mit Elementen des Jugendstils. Beispiele waren der Mörtelbauernhof (1909) und das Haus Knoll in Morzg (1909 bis 1911). 1922 entwarf er für einen Architektenwettbewerb zusammen mit Deininger und Flesch-Brunningen ein Festspielhausprojekt im Hellbrunner Schlosspark mit einem großen und einem kleinen Festspielhaus. Zu den weiteren nicht verwirklichten Projekten zählt auch ein Mozart-Festspielhaus auf dem Bürglstein, für das er den Gundel-Preis erhielt.
Er war auch als Zeichner bekannt und so nahm er 1919 an der Ausstellung Der Wassermann mit einer Bister- und Pastellkreidezeichnung eines Landhauses bei Hellbrunn teil.

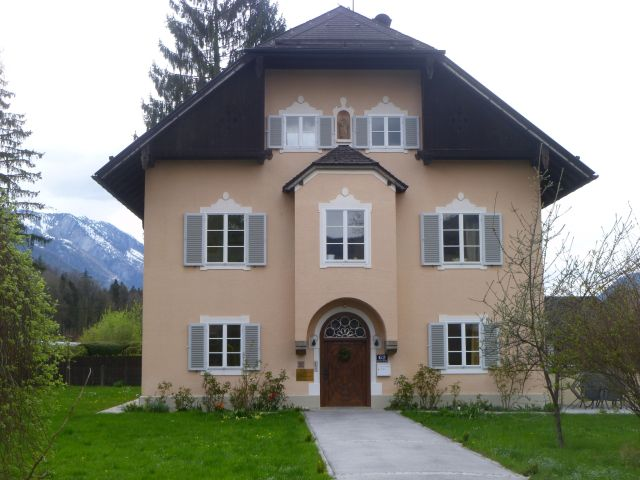
Pfarrhof Morzg

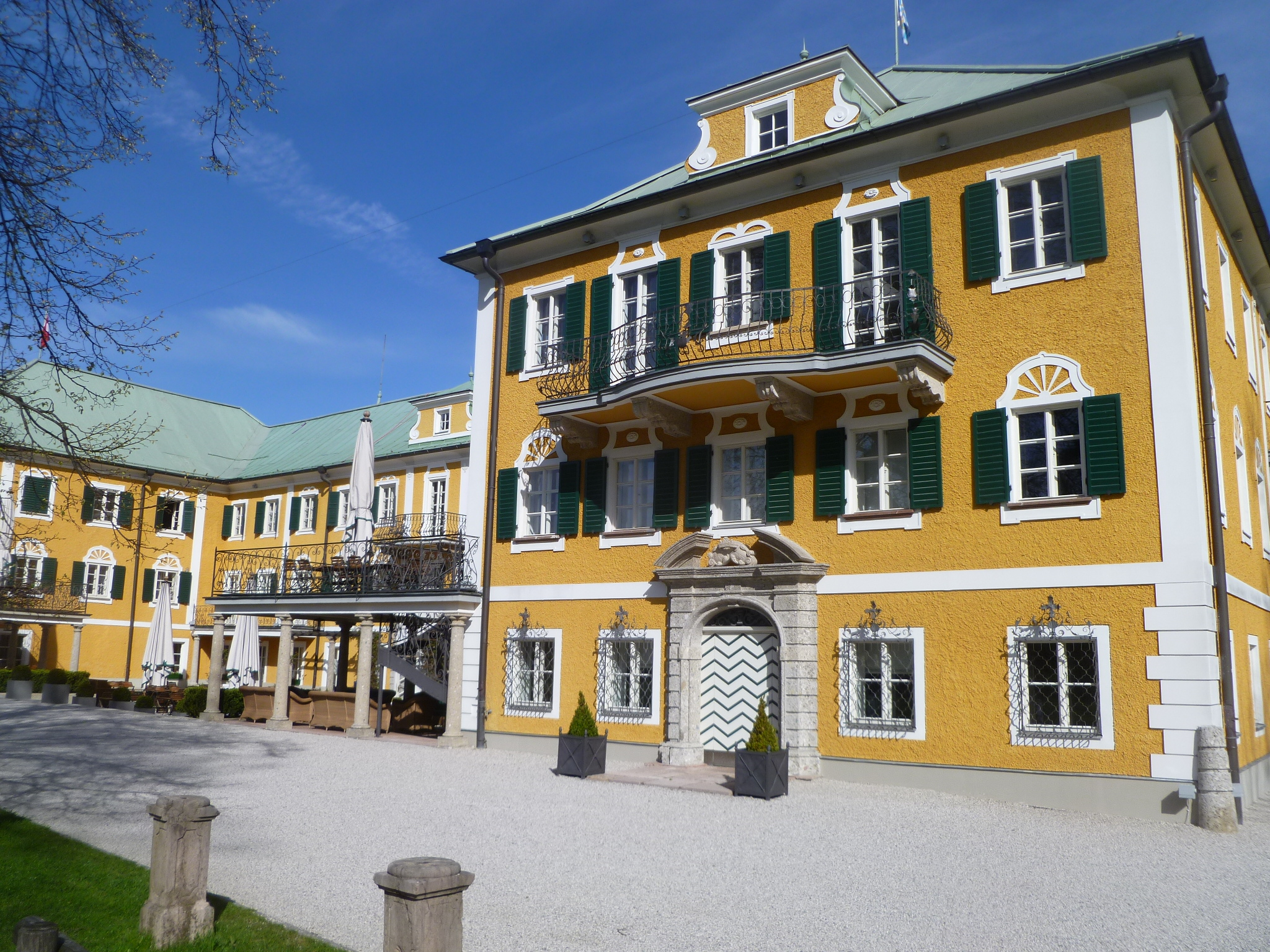
Flügelanbau an den Lasserhof

## Bauwerke
- Pfarrhof Morzg, Gneiser Straße 62, Neubau 1911 (Denkmallisteneintrag)
- Turnhalle Morzg im Stil des Expressionismus, 1923
- Wohnhaus für Eduard Stockhammer, Brunnhausgasse, 1926
- Posthof, Kaigasse 41, Neubau 1930 bis 1932
- Berchtesgadener Hof, Kaigasse 37, Umbau und Neubau 1930 bis 1931
- Lasserhof, Erweiterung, Morzger Straße 31, 1931
- Haus Walderdorff am Gaisberg, 1933 – 1934
- Haus Woodward in St. Jakob am Thurn, 1934 – 1935
- Erweiterung der damaligen Diätpension Maria-Theresien-Schlössl